# Torneo Apertura 2010 (Colombia)
El Torneo Apertura 2010 fue la septuagésima primera edición de la Categoría Primera A de fútbol profesional colombiano, siendo el primer torneo de la temporada 2010. Comenzó a disputarse el 30 de enero y culminó el 2 de junio.

## Sistema de juego
Aunque llegó a hablarse del regreso del campeonato anual, continuarán los torneos cortos. En la primera etapa se juegan 18 fechas bajo el sistema de todos contra todos, al término de los cuales los cuatro primeros avanzan a una liguilla donde se enfrentarán en partidos ida y vuelta. Los vencedores clasificarán a la gran final y el ganador obtendrá el primer título del año y un cupo a la Copa Libertadores 2011.

## Novedades
La Primera A deja de denominarse Copa Mustang debido a la aprobación de la ley antitabaco. Es por ello que la industria de gaseosas Postobón entra como patrocinador, lo cual hace que el torneo comience a denominarse oficialmente, y por motivos de patrocinio Liga Postobón.
El campeonato de fútbol en Colombia comenzará por primera vez en la historia en el mes de enero, y culminará en mayo por disposición de la FIFA. La División Mayor del Fútbol Colombiano (Dimayor) hizo el calendario con el fin que el campeonato no se cruce ni culmine en las fechas en que hay Elecciones legislativas y presidenciales.

### Relevo anual de clubes
| Ascendido a la Primera A           |
| ---------------------------------- |
| Cortuluá (Campeón de la Primera B) |

| Descendido a la Primera B                 |
| ----------------------------------------- |
| Deportivo Pasto (Peor promedio acumulado) |

## Datos de los clubes
| Equipo                 | Entrenador                   | Departamento       | Ciudad       | Estadio                        | Aforo  |
| ---------------------- | ---------------------------- | ------------------ | ------------ | ------------------------------ | ------ |
| América de Cali        | Jorge Bermúdez               | Valle del Cauca    | Cali         | Olímpico Pascual Guerrero      | 45.195 |
| Atlético Huila         | Guillermo Berrío             | Huila              | Neiva        | Guillermo Plazas Alcid         | 27.000 |
| Atlético Nacional      | José Fernando Santa          | Antioquia          | Medellín     | Atanasio Girardot              | 53.000 |
| Boyacá Chicó           | Alberto Gamero               | Boyacá             | Tunja        | La Independencia               | 20.000 |
| Cortuluá               | Fernando Velasco             | Valle del Cauca    | Tuluá        | Doce de Octubre                | 16.000 |
| Cúcuta Deportivo       | Juan Carlos Díaz             | Norte de Santander | Cúcuta       | General Santander              | 45.000 |
| Deportes Quindío       | Fernando Castro              | Quindío            | Armenia      | Centenario                     | 29.000 |
| Deportes Tolima        | Hernán Torres                | Tolima             | Ibagué       | Manuel Murillo Toro            | 31.000 |
| Deportivo Cali         | Jorge Cruz                   | Valle del Cauca    | Cali         | Olímpico Pascual Guerrero      | 45.195 |
| Deportivo Pereira      | Oscar Quintabani             | Risaralda          | Pereira      | Hernán Ramírez Villegas        | 30.313 |
| Envigado F.C.          | Rubén Darío Bedoya           | Antioquia          | Envigado     | Polideportivo Sur              | 12.000 |
| Independiente Medellín | Leonel Álvarez               | Antioquia          | Medellín     | Atanasio Girardot              | 53.000 |
| Atlético Junior        | Diego Edison Umaña           | Atlántico          | Barranquilla | Metropolitano Roberto Meléndez | 60.000 |
| La Equidad             | Alexis García                | Bogotá, D. C.      | Bogotá       | Metropolitano de Techo         | 7.800  |
| Millonarios            | Diego Barragán Nilton Bernal | Bogotá, D. C.      | Bogotá       | Nemesio Camacho El Campín      | 46.018 |
| Once Caldas            | Juan Carlos Osorio           | Caldas             | Manizales    | Palogrande                     | 42.553 |
| Real Cartagena         | Hubert Bodhert               | Bolívar            | Cartagena    | Olímpico Jaime Morón León      | 25.000 |
| Independiente Santa Fe | Germán González              | Bogotá, D. C.      | Bogotá       | Nemesio Camacho El Campín      | 46.018 |

## Cambios de entrenadores

### Pretemporada
| Club             | Entrenador saliente    | Fecha de salida         | Reemplazado por    | Fecha de llegada        |
| ---------------- | ---------------------- | ----------------------- | ------------------ | ----------------------- |
| Once Caldas      | Javier Álvarez         | 6 de noviembre de 2009  | Juan Carlos Osorio | 16 de noviembre de 2009 |
| Cúcuta Deportivo | Jorge Luis Pinto       | 9 de noviembre de 2009  | Néstor Otero       | 20 de noviembre de 2009 |
| América de Cali  | Diego Edison Umaña     | 16 de noviembre de 2009 | Juan Carlos Grueso | 20 de noviembre de 2009 |
| Deportivo Cali   | José Eugenio Hernández | 16 de noviembre de 2009 | Jorge Luis Bernal  | 1 de diciembre de 2009  |
| Junior           | Julio Avelino Comesaña | 14 de diciembre de 2009 | Diego Edison Umaña | 15 de diciembre de 2009 |

### Temporada
| Club              | Entrenador saliente | Fecha de salida     | Reemplazado por              | Fecha de llegada    |
| ----------------- | ------------------- | ------------------- | ---------------------------- | ------------------- |
| Deportes Quindío  | Wilman Conde        | 23 de marzo de 2010 | Fernando Castro              | 29 de marzo de 2010 |
| Millonarios       | Luis Augusto García | 25 de marzo de 2010 | Diego Barragán Nilton Bernal | 26 de marzo de 2010 |
| Cúcuta Deportivo  | Néstor Otero        | 5 de abril de 2010  | Juan Carlos Díaz             | 5 de abril de 2010  |
| Atlético Nacional | Ramón Cabrero       | 5 de abril de 2010  | José Fernando Santa          | 5 de abril de 2010  |
| Deportivo Cali    | Jorge Luis Bernal   | 9 de abril de 2010  | Jorge Cruz                   | 9 de abril de 2010  |
| América de Cali   | Juan Carlos Grueso  | 29 de abril de 2010 | Jorge Bermúdez               | 29 de abril de 2010 |

## Todos contra todos

### Clasificación
- Tabla de posiciones actualizada el 16 de mayo de 2010.

| Pos | Equipo                 | Pts | PJ | G  | E | P  | GF | GC | Dif |
| --- | ---------------------- | --- | -- | -- | - | -- | -- | -- | --- |
| 1.  | Deportes Tolima        | 34  | 18 | 10 | 4 | 4  | 36 | 22 | 14  |
| 2.  | Independiente Medellín | 33  | 18 | 9  | 6 | 3  | 29 | 17 | 12  |
| 3.  | Atlético Junior        | 32  | 18 | 9  | 5 | 4  | 28 | 17 | 11  |
| 4.  | La Equidad             | 31  | 18 | 9  | 4 | 5  | 29 | 25 | 4   |
| 5.  | Deportivo Cali         | 30  | 18 | 9  | 3 | 6  | 28 | 20 | 8   |
| 6.  | Independiente Santa Fe | 30  | 18 | 9  | 3 | 6  | 25 | 23 | 2   |
| 7.  | Boyacá Chicó           | 29  | 18 | 8  | 5 | 5  | 25 | 24 | 1   |
| 8.  | Atlético Nacional      | 28  | 18 | 9  | 1 | 8  | 28 | 24 | 4   |
| 9.  | Real Cartagena         | 28  | 18 | 8  | 4 | 6  | 24 | 26 | -2  |
| 10. | Once Caldas            | 25  | 18 | 7  | 4 | 7  | 32 | 28 | 4   |
| 11. | Atlético Huila         | 24  | 18 | 6  | 6 | 6  | 30 | 26 | 4   |
| 12. | Envigado F. C.         | 23  | 18 | 6  | 5 | 7  | 23 | 30 | -7  |
| 13. | Cúcuta Deportivo       | 20  | 18 | 5  | 5 | 8  | 14 | 21 | -7  |
| 14. | Millonarios            | 19  | 18 | 5  | 4 | 9  | 22 | 29 | -7  |
| 15. | Deportivo Pereira      | 18  | 18 | 4  | 6 | 8  | 23 | 28 | -5  |
| 16. | América de Cali        | 16  | 18 | 4  | 4 | 10 | 18 | 28 | -10 |
| 17. | Cortuluá               | 15  | 18 | 4  | 3 | 11 | 19 | 32 | -13 |
| 18. | Deportes Quindío       | 14  | 18 | 4  | 2 | 12 | 9  | 22 | -13 |

 Pts=Puntos; PJ=Partidos jugados; G=Partidos ganados; E=Partidos empatados; P=Partidos perdidos; GF=Goles a favor; GC=Goles en contra; Dif=Diferencia de gol
|  | Clasificados para la fase semifinal. |

### Resultados
- Los horarios corresponden a la hora de Colombia (UTC-5)

Nota: Los estadios de local están sujetos a modificación debido a las reformas previstas para la Copa Mundial de Fútbol Sub-20 de 2011. Los horarios y partidos de televisión se definen la semana previa a cada jornada.

| sab | 16:00 | Telmex-Une | Pascual Guerrero        | América de Cali | 2 - 2 | Huila             |
| sab | 18:20 | RCN        | El Campín               | Millonarios     | 2 - 1 | Atlético Nacional |
| sab | 20:15 | Telmex-Une | Atanasio Girardot       | Medellín        | 0 - 0 | Santa Fe          |
| dom | 15:00 | Telmex-Une | Hernán Ramírez Villegas | Pereira         | 2 - 2 | Junior            |
| dom | 15:30 | No         | Doce de Octubre         | Cortuluá        | 1 - 2 | Boyacá Chicó      |
| dom | 15:30 | No         | Jaime Morón             | Cartagena       | 4 - 3 | Once Caldas       |
| dom | 15:30 | No         | Ditaires                | Envigado        | 1 - 0 | Cúcuta            |
| dom | 15:30 | No         | Metropolitano de Techo  | La Equidad      | 1 - 0 | Quindío           |
| dom | 18:00 | RCN        | Manuel Murillo Toro     | Tolima          | 3 - 1 | Deportivo Cali    |

| vie | 20:00 | Telmex-Une | Palogrande                     | Once Caldas       | 3 - 1 | Envigado        |
| sab | 18:20 | RCN        | Pascual Guerrero               | Deportivo Cali    | 4 - 1 | Millonarios     |
| sab | 20:30 | Telmex-Une | General Santander              | Cúcuta            | 0 - 2 | Pereira         |
| dom | 15:30 | Telmex-Une | Atanasio Girardot              | Atlético Nacional | 1 - 2 | Medellín        |
| dom | 15:30 | No         | Centenario                     | Quindío           | 0 - 3 | Tolima          |
| dom | 15:30 | No         | Metropolitano Roberto Meléndez | Junior            | 2 - 0 | La Equidad      |
| dom | 15:30 | No         | De La Independencia            | Boyacá Chicó      | 0 - 2 | Cartagena       |
| dom | 15:30 | No         | Guillermo Plazas Alcid         | Huila             | 1 - 1 | Cortuluá        |
| dom | 18:00 | RCN        | El Campín                      | Santa Fe          | 2 - 0 | América de Cali |

| vie | 20:00 | Telmex-Une | El Campín               | Millonarios       | 0 - 0 | Quindío        |
| sab | 18:20 | RCN        | Atanasio Girardot       | Atlético Nacional | 2 - 0 | Deportivo Cali |
| sab | 20:30 | Telmex-Une | Manuel Murillo Toro     | Tolima            | 2 - 2 | Junior         |
| sab | 20:30 | No         | Atanasio Girardot       | Envigado          | 1 - 0 | Boyacá Chicó   |
| dom | 15:30 | Telmex-Une | Hernán Ramírez Villegas | Pereira           | 1 - 1 | Once Caldas    |
| dom | 15:30 | No         | Doce de Octubre         | Cortuluá          | 2 - 0 | Santa Fe       |
| dom | 15:30 | No         | Jaime Morón León        | Cartagena         | 2 - 1 | Huila          |
| dom | 15:30 | No         | Metropolitano de Techo  | La Equidad        | 0 - 0 | Cúcuta         |
| dom | 18:00 | RCN        | Pascual Guerrero        | América de Cali   | 1 - 0 | Medellín       |

| mie | 15:30 | Une        | De La Independencia            | Boyacá Chicó    | 1 - 1 | Pereira           |
| mie | 20:30 | Telmex-Une | Metropolitano Roberto Meléndez | Junior          | 2 - 0 | Millonarios       |
| mie | 20:30 | No         | Centenario                     | Quindío         | 0 - 2 | Atlético Nacional |
| mie | 20:30 | No         | General Santander              | Cúcuta          | 1 - 0 | Tolima            |
| mie | 20:30 | No         | Palogrande                     | Once Caldas     | 2 - 3 | La Equidad        |
| mie | 20:30 | No         | Guillermo Plazas Alcid         | Huila           | 2 - 2 | Envigado          |
| mie | 20:30 | No         | El Campín                      | Santa Fe        | 2 - 2 | Cartagena         |
| mie | 20:30 | No         | Pascual Guerrero               | América de Cali | 0 - 1 | Cortuluá          |
| jue | 20:30 | Telmex-Une | Atanasio Girardot              | Medellín        | 2 - 1 | Deportivo Cali    |

| sab  | 18:20 | RCN        | Atanasio Girardot       | Atlético Nacional | 1 - 0 | Junior          |
| sab  | 20:30 | Telmex-Une | El Campín               | Millonarios       | 2 - 0 | Cúcuta          |
| dom  | 15:30 | Telmex-Une | Jaime Morón León        | Cartagena         | 1 - 0 | América de Cali |
| dom  | 15:30 | No         | Doce de Octubre         | Cortuluá          | 1 - 2 | Medellín        |
| dom  | 15:30 | No         | Hernán Ramírez Villegas | Pereira           | 1 - 3 | Huila           |
| dom  | 15:30 | No         | Metropolitano de Techo  | La Equidad        | 2 - 1 | Boyacá Chicó    |
| dom  | 15:30 | No         | Estadio Deportivo Cali  | Deportivo Cali    | 2 - 0 | Quindío         |
| dom  | 17:45 | RCN        | Polideportivo Sur       | Envigado          | 1 - 1 | Santa Fe        |
| 24/3 | 20:30 | Telmex-Une | Manuel Murillo Toro     | Tolima            | 1 - 1 | Once Caldas     |

| sab | 16:00 | Telmex-Une | Doce de Octubre                | Cortuluá        | 1 - 2 | Cartagena         |
| sab | 18:20 | RCN        | General Santander              | Cúcuta          | 1 - 1 | Atlético Nacional |
| sab | 20:30 | Telmex-Une | Atanasio Girardot              | Medellín        | 1 - 0 | Quindío           |
| dom | 15:30 | Telmex-Une | Metropolitano Roberto Meléndez | Junior          | 3 - 0 | Deportivo Cali    |
| dom | 15:30 | No         | De La Independencia            | Boyacá Chicó    | 1 - 1 | Tolima            |
| dom | 15:30 | No         | Guillermo Plazas Alcid         | Huila           | 4 - 1 | La Equidad        |
| dom | 15:30 | No         | Pascual Guerrero               | América de Cali | 2 - 2 | Envigado          |
| dom | 16:00 | Une        | El Campín                      | Santa Fe        | 0 - 2 | Pereira           |
| dom | 17:45 | RCN        | Palogrande                     | Once Caldas     | 3 - 1 | Millonarios       |

| mie  | 15:30 | No         | Metropolitano de Techo  | La Equidad        | 1 - 2 | Santa Fe        |
| mie  | 15:30 | No         | Ditaires                | Atlético Nacional | 1 - 2 | Once Caldas     |
| mie  | 20:30 | Telmex-Une | Jaime Morón León        | Cartagena         | 1 - 1 | Medellín        |
| mie  | 20:30 | No         | Polideportivo Sur       | Envigado          | 2 - 0 | Cortuluá        |
| mie  | 20:30 | No         | Hernán Ramírez Villegas | Pereira           | 1 - 0 | América de Cali |
| mie  | 20:30 | No         | Manuel Murillo Toro     | Tolima            | 1 - 0 | Huila           |
| mie  | 20:30 | No         | Pascual Guerrero        | Deportivo Cali    | 1 - 1 | Cúcuta          |
| mie  | 20:30 | No         | Centenario              | Quindío           | 1 - 2 | Junior          |
| 24/3 | 20:30 | No         | El Campín               | Millonarios       | 2 - 3 | Boyacá Chicó    |

| sab | 16:00 | Telmex-Une | El Campín              | Santa Fe        | 3 - 2 | Tolima            |
| sab | 18:20 | RCN        | Polideportivo Sur      | Medellín        | 1 - 1 | Junior            |
| sab | 20:30 | Telmex-Une | Palogrande             | Once Caldas     | 0 - 3 | Deportivo Cali    |
| dom | 15:30 | Telmex-Une | De La Independencia    | Boyacá Chicó    | 3 - 2 | Atlético Nacional |
| dom | 15:30 | Une        | Doce de Octubre        | Cortuluá        | 1 - 1 | Pereira           |
| dom | 15:30 | Une        | Jaime Morón León       | Cartagena       | 1 - 1 | Envigado          |
| dom | 15:30 | No         | General Santander      | Cúcuta          | 1 - 0 | Quindío           |
| dom | 15:30 | No         | Pascual Guerrero       | América de Cali | 3 - 1 | La Equidad        |
| dom | 17:45 | RCN        | Guillermo Plazas Alcid | Huila           | 1 - 1 | Millonarios       |

| sab  | 16:00 | Telmex-Une | Guillermo Plazas Alcid         | Huila          | 1 - 3 | Tolima            |
| sab  | 18:20 | RCN        | El Campín                      | Santa Fe       | 2 - 1 | Millonarios       |
| sab  | 20:30 | Telmex-Une | Metropolitano Roberto Meléndez | Junior         | 0 - 3 | Cartagena         |
| dom  | 15:30 | Telmex-Une | Palogrande                     | Once Caldas    | 5 - 1 | Pereira           |
| dom  | 15:30 | No         | Centenario                     | Quindío        | 1 - 2 | Cortuluá          |
| dom  | 15:30 | No         | General Santander              | Cúcuta         | 2 - 2 | Envigado          |
| dom  | 15:30 | No         | De La Independencia            | Boyacá Chicó   | 2 - 0 | La Equidad        |
| dom  | 17:45 | RCN        | Pascual Guerrero               | Deportivo Cali | 1 - 1 | América de Cali   |
| 15/4 | 20:30 | No         | Atanasio Girardot              | Medellín       | 2 - 1 | Atlético Nacional |

| sab  | 18:20 | RCN        | Hernán Ramírez Villegas        | Pereira           | 3 - 0 | Cartagena       |
| sab  | 20:30 | Telmex-Une | Estadio Pascual Guerrero       | Deportivo Cali    | 3 - 0 | Boyacá Chicó    |
| dom  | 15:00 | Une        | Polideportivo Sur              | Envigado          | 1 - 7 | Medellín        |
| dom  | 15:30 | Telmex-Une | Manuel Murillo Toro            | Tolima            | 2 - 1 | América de Cali |
| dom  | 15:30 | No         | Alfonso López Pumarejo         | La Equidad        | 3 - 0 | Cortuluá        |
| dom  | 15:30 | No         | Centenario                     | Quindío           | 0 - 2 | Once Caldas     |
| dom  | 15:30 | No         | Metropolitano Roberto Meléndez | Junior            | 2 - 0 | Cúcuta          |
| dom  | 17:45 | RCN        | El Campín                      | Millonarios       | 2 - 1 | Santa Fe        |
| 31/3 | 20:30 | Telmex-Une | Polideportivo Sur              | Atlético Nacional | 2 - 1 | Huila           |

| sab | 16:00 | Telmex-Une | Pascual Guerrero       | América de Cali | 3 - 2 | Millonarios       |
| sab | 18:20 | RCN        | El Campín              | Santa Fe        | 3 - 0 | Atlético Nacional |
| sab | 20:30 | Telmex-Une | Atanasio Girardot      | Medellín        | 3 - 0 | Cúcuta            |
| dom | 15:30 | Telmex-Une | Jaime Morón León       | Cartagena       | 1 - 4 | La Equidad        |
| dom | 15:30 | Une        | Polideportivo Sur      | Envigado        | 2 - 1 | Pereira           |
| dom | 15:30 | No         | De La Independencia    | Boyacá Chicó    | 1 - 0 | Quindío           |
| dom | 15:30 | No         | Guillermo Plazas Alcid | Huila           | 1 - 0 | Deportivo Cali    |
| dom | 15:30 | No         | Doce de Octubre        | Cortuluá        | 1 - 5 | Tolima            |
| dom | 17:45 | RCN        | Palogrande             | Once Caldas     | 1 - 0 | Junior            |

| 31/3 | 20:30 | No         | Hernán Ramírez Villegas        | Pereira           | 1 - 2 | Medellín        |
| mie  | 15:30 | No         | Alfonso López Pumarejo         | La Equidad        | 2 - 0 | Envigado        |
| mie  | 20:30 | Telmex-Une | Atanasio Girardot              | Atlético Nacional | 2 - 0 | América de Cali |
| mie  | 20:30 | No         | Manuel Murillo Toro            | Tolima            | 3 - 1 | Cartagena       |
| mie  | 20:30 | No         | El Campín                      | Millonarios       | 0 - 2 | Cortuluá        |
| mie  | 20:30 | No         | Centenario                     | Quindío           | 2 - 1 | Huila           |
| mie  | 20:30 | No         | Metropolitano Roberto Meléndez | Junior            | 3 - 1 | Boyacá Chicó    |
| mie  | 20:30 | No         | General Santander              | Cúcuta            | 1 - 0 | Once Caldas     |
| jue  | 20:30 | Telmex-Une | Estadio Pascual Guerrero       | Deportivo Cali    | 0 - 1 | Santa Fe        |

| sab | 16:00 | Telmex-Une | Guillermo Plazas Alcid  | Huila           | 0 - 0 | Junior            |
| sab | 18:20 | RCN        | Jaime Morón León        | Cartagena       | 1 - 0 | Millonarios       |
| sab | 20:30 | Telmex-Une | Doce de Octubre         | Cortuluá        | 0 - 2 | Atlético Nacional |
| dom | 15:30 | Telmex-Une | Atanasio Girardot       | Medellín        | 0 - 0 | Once Caldas       |
| dom | 15:30 | No         | De La Independencia     | Boyacá Chicó    | 2 - 0 | Cúcuta            |
| dom | 15:30 | No         | El Campín               | Santa Fe        | 2 - 1 | Quindío           |
| dom | 15:30 | No         | Polideportivo Sur       | Envigado        | 2 - 3 | Tolima            |
| dom | 15:30 | No         | Hernán Ramírez Villegas | Pereira         | 2 - 2 | La Equidad        |
| dom | 17:45 | RCN        | Pascual Guerrero        | América de Cali | 1 - 2 | Deportivo Cali    |

| sab | 16:00 | Telmex-Une | Palogrande                     | Once Caldas       | 3 - 3 | Boyacá Chicó    |
| sab | 18:20 | RCN        | Metropolitano Roberto Meléndez | Junior            | 2 - 0 | Santa Fe        |
| sab | 20:30 | Telmex-Une | Manuel Murillo Toro            | Tolima            | 1 - 0 | Pereira         |
| dom | 15:30 | RCN        | Alfonso López Pumarejo         | La Equidad        | 2 - 1 | Medellín        |
| dom | 15:30 | No         | El Campín                      | Millonarios       | 2 - 1 | Envigado        |
| dom | 15:30 | No         | Estadio Pascual Guerrero       | Deportivo Cali    | 5 - 3 | Cortuluá        |
| dom | 15:30 | No         | Centenario                     | Quindío           | 2 - 0 | América de Cali |
| dom | 15:30 | No         | General Santander              | Cúcuta            | 2 - 3 | Huila           |
| dom | 17:45 | Telmex-Une | Atanasio Girardot              | Atlético Nacional | 4 - 2 | Cartagena       |

| vie | 20:00 | Telmex-Une | El Campín               | Santa Fe        | 2 - 0 | Cúcuta            |
| sab | 18:20 | RCN        | Polideportivo Sur       | Envigado        | 2 - 1 | Atlético Nacional |
| sab | 20:30 | Telmex-Une | Jaime Morón León        | Cartagena       | 0 - 1 | Deportivo Cali    |
| dom | 15:30 | Telmex-Une | Atanasio Girardot       | Medellín        | 0 - 0 | Boyacá Chicó      |
| dom | 15:30 | No         | Guillermo Plazas Alcid  | Huila           | 3 - 2 | Once Caldas       |
| dom | 15:30 | No         | Doce de Octubre         | Cortuluá        | 0 - 1 | Quindío           |
| dom | 15:30 | No         | Hernán Ramírez Villegas | Pereira         | 1 - 1 | Millonarios       |
| dom | 15:30 | No         | Alfonso López Pumarejo  | La Equidad      | 4 - 3 | Tolima            |
| dom | 17:45 | RCN        | Pascual Guerrero        | América de Cali | 2 - 2 | Junior            |

| sab | 16:00 | Telmex-Une | Centenario                     | Quindío           | 0 - 0 | Cartagena       |
| sab | 18:20 | RCN        | Manuel Murillo Toro            | Tolima            | 1 - 1 | Medellín        |
| sab | 20:30 | Telmex-Une | Atanasio Girardot              | Atlético Nacional | 3 - 2 | Pereira         |
| dom | 15:30 | Telmex-Une | Metropolitano Roberto Meléndez | Junior            | 3 - 2 | Cortuluá        |
| dom | 15:30 | No         | El Campín                      | Millonarios       | 1 - 1 | La Equidad      |
| dom | 15:30 | No         | Estadio Deportivo Cali         | Deportivo Cali    | 1 - 0 | Envigado        |
| dom | 15:30 | No         | General Santander              | Cúcuta            | 3 - 0 | América de Cali |
| dom | 15:30 | No         | De La Independencia            | Boyacá Chicó      | 1 - 1 | Huila           |
| dom | 17:45 | RCN        | Palogrande                     | Once Caldas       | 1 - 2 | Santa Fe        |

| sab | 16:00 | No         | Polideportivo Sur          | Envigado        | 2 - 0 | Quindío           |
| sab | 16:00 | Telmex-Une | Hernán Ramírez Villegas    | Pereira         | 1 - 3 | Deportivo Cali    |
| sab | 18:20 | RCN        | El Campín                  | La Equidad      | 2 - 1 | Atlético Nacional |
| sab | 20:30 | No         | Doce de Octubre            | Cortuluá        | 0 - 0 | Cúcuta            |
| sab | 20:30 | Telmex-Une | Atanasio Girardot          | Medellín        | 3 - 2 | Huila             |
| dom | 15:30 | Telmex-Une | Jaime Morón León           | Cartagena       | 1 - 0 | Junior            |
| dom | 15:30 | No         | Hernando Azcárate Martínez | América de Cali | 2 - 1 | Once Caldas       |
| dom | 15:30 | No         | Manuel Murillo Toro        | Tolima          | 2 - 1 | Millonarios       |
| dom | 17:45 | RCN        | El Campín                  | Santa Fe        | 2 - 3 | Boyacá Chicó      |

| sab | 16:00 | Telmex-Une | Centenario                     | Quindío           | 1 - 0 | Pereira         |
| sab | 18:20 | Telmex-Une | Atanasio Girardot              | Atlético Nacional | 1 - 0 | Tolima          |
| sab | 18:20 | RCN        | El Campín                      | Millonarios       | 3 - 1 | Medellín        |
| dom | 15:30 | RCN        | Estadio Deportivo Cali         | Deportivo Cali    | 0 - 0 | La Equidad      |
| dom | 15:30 | Telmex-Une | Metropolitano Roberto Meléndez | Junior            | 2 - 0 | Envigado        |
| dom | 15:30 | Telmex-Une | Guillermo Plazas Alcid         | Huila             | 3 - 0 | Santa Fe        |
| dom | 15:30 | No         | General Santander              | Cúcuta            | 2 - 0 | Cartagena       |
| dom | 15:30 | No         | Palogrande                     | Once Caldas       | 2 - 1 | Cortuluá        |
| dom | 15:30 | No         | De La Independencia            | Boyacá Chicó      | 1 - 0 | América de Cali |

## Semifinales
|  | Semifinales            | Semifinales |     |  | Final                   | Final |  |
|  |                        |             |     |  |                         |       |  |
|  | 19 y 22 de mayo        |             |     |  |                         |       |  |
|  | Deportes Tolima        | 2 1 (1)     |     |  |                         |       |  |
|  | La Equidad             | 2 1 (3)     |     |  |                         |       |  |
|  |                        |             |     |  |                         |       |  |
|  |                        |             |     |  | 26 de mayo y 6 de junio |       |  |
|  |                        |             |     |  | Junior                  | 0 3   |  |
|  |                        | La Equidad  | 1 1 |  |                         |       |  |
|  |                        |             |     |  |                         |       |  |
|  |                        |             |     |  |                         |       |  |
|  |                        |             |     |  |                         |       |  |
|  | 20 y 23 de mayo        |             |     |  |                         |       |  |
|  | Independiente Medellín | 1 1         |     |  |                         |       |  |
|  | Junior                 | 3 0         |     |  |                         |       |  |

Avanzaron a las semifinales los cuatro mejores equipos de la fase anterior, de todos contra todos, para disputar, en partidos de ida y vuelta los días 19, 20, 22 y 23 de mayo, los cupos a la final del campeonato.
| mie | 19:30 | Telmex-Une | El Campín                      | La Equidad | 2-2 | Tolima   |
| jue | 19:30 | Telmex-Une | Metropolitano Roberto Meléndez | Junior     | 3-1 | Medellín |

| sab | 18:20 | Telmex-Une / RCN | Manuel Murillo Toro | Tolima   | 1(1)-1(3) | La Equidad |
| dom | 17:45 | Telmex-Une / RCN | Atanasio Girardot   | Medellín | 1-0       | Junior     |

## Final
La final se disputó a partidos de ida y vuelta los días 26 de mayo y 2 de junio. El ganador obtuvo el primer título de campeón de 2010 y un cupo para la fase de grupos de la Copa Libertadores 2011.
| Fecha                                                | Hora  | Ciudad       | Local      | Resultado | Visitante  |
| ---------------------------------------------------- | ----- | ------------ | ---------- | --------- | ---------- |
| 26 de mayo                                           | 19:00 | Bogotá       | La Equidad | 1 - 0     | Junior     |
| 2 de junio                                           | 19:00 | Barranquilla | Junior     | 3 - 1     | La Equidad |
| Junior se corona campeón con el marcador global 3-2. |       |              |            |           |            |

|                                           |
| Bandera de Colombia                       |
| Campeón Junior de Barranquilla 6.º título |

## Goleadores
- Actualizado el 2 de junio de 2010.[42]

| Jugador          | Equipo                 | Goles |
| ---------------- | ---------------------- | ----- |
| Carlos Bacca     | Junior                 | 12    |
| Carlos Rentería  | La Equidad             | 12    |
| Fernando Uribe   | Once Caldas            | 11    |
| Giovanni Moreno  | Atlético Nacional      | 11    |
| Franco Arizala   | Deportes Tolima        | 11    |
| Luis Muriel      | Deportivo Cali         | 9     |
| Yovanny Arrechea | Millonarios            | 8     |
| Edison Giménez   | Independiente Medellín | 8     |
| Víctor Cortés    | Junior                 | 8     |
| Julián Barahona  | Deportivo Pereira      | 7     |